# Rubellia
Rubellia é um género botânico pertencente à família das orquídeas (Orchidaceae).